# Castello di Santa Severa
Il castello di Santa Severa è un castello del XIV secolo sito nella frazione di Santa Severa del comune di Santa Marinella nel Lazio.
Secondo la tradizione cristiana è in questo sito che la giovane Severa di Pyrgi, con i fratelli Calendino e Marco, ricevette il martirio il 5 giugno 298. Sono ancora visibili nella piazza della Rocca i resti di una chiesa paleocristiana a lei dedicata.

## Storia
Il castello nasce intorno al X-XI secolo (anche se la sua struttura, come oggi la conosciamo, risale al XIV secolo). e il primo riferimento scritto è databile al 1068, anno in cui il castello e la chiesa furono donati dal conte Gerardo di Galeria all'abbazia di Farfa, che a sua volta nel 1130 la donò, su richiesta dell'antipapa Anacleto II, alla basilica di San Paolo fuori le mura.
Tra il XIII e il XIV secolo il castello passa a diverse famiglie nobili tra cui si possono ricordare i Papareschi, gli Orsini e gli Anguillara. Proprio in questo periodo si sviluppa la pianta rettangolare con torri quadrate angolari collegata tramite un ponte alla "Torre del Castello", una torre di forma circolare (databile intorno al IX secolo e ristrutturata nel XVI-XVII).

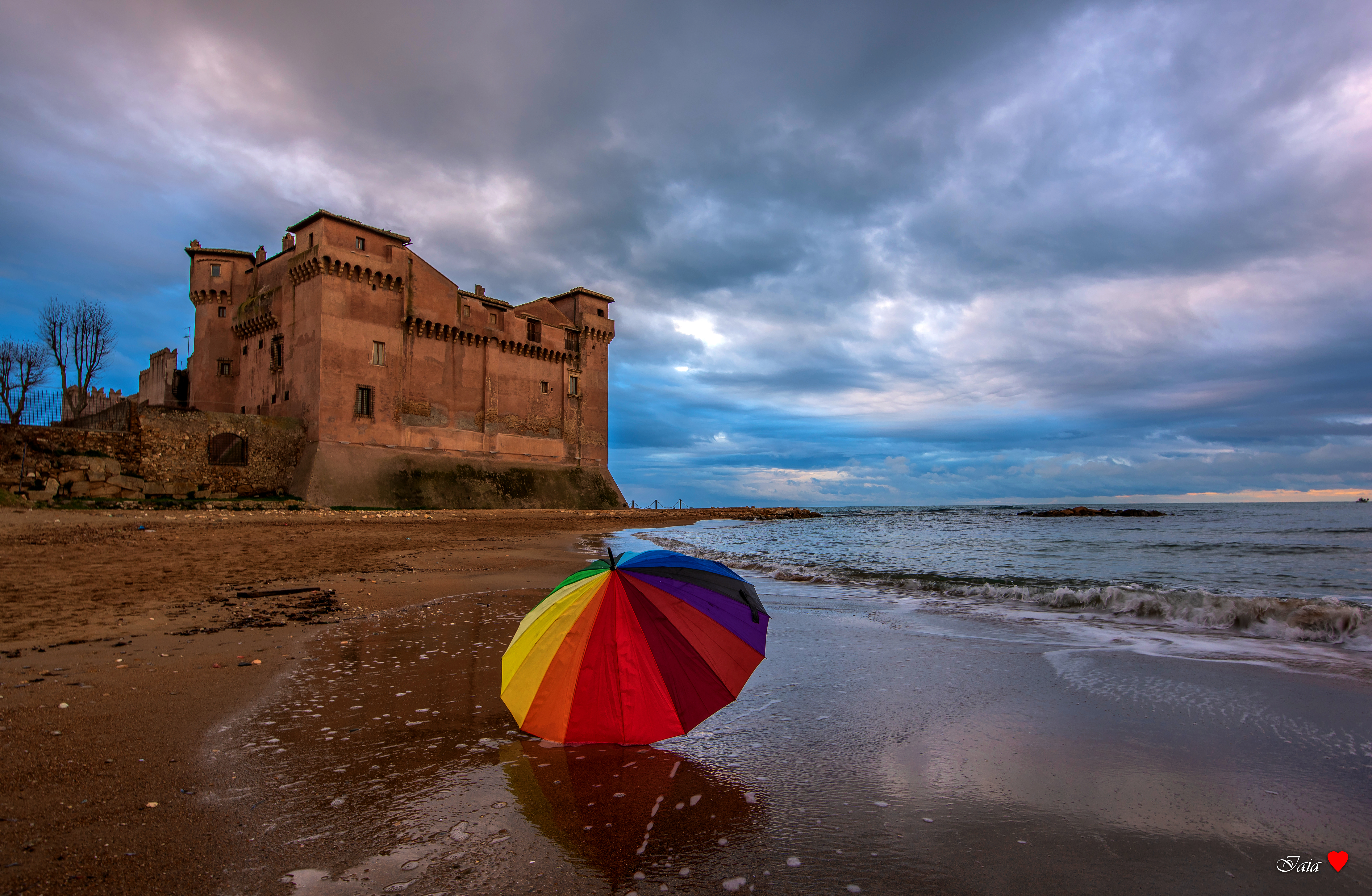
Il castello visto dalla spiaggia.

Nel 1482 papa Sisto IV lo consegnò all'ordine del Santo Spirito, che ne rimase il proprietario fino al 1980, e che nel XV-XVI secolo favorì la nascita del borgo, ove è ancora visibile la croce patriarcale, simbolo dell'ordine.
Dopo secoli di abbandono e decadenza, il castello fu utilizzato dai tedeschi come postazione militare nell'ambito della Seconda Guerra Mondiale.
La spiaggia antistante il castello è stata usata per la scena del torneo di epoca medievale nel film Superfantozzi del 1986, l'episodio della villeggiatura nel film Le comiche, alcune scene del film del 2004 Tre metri sopra il cielo e la serie televisiva in onda dal 2014 I Medici.